# Tour de los Alpes Marítimos y de Var 2021
La 53.ª edición de la competición ciclista Tour de los Alpes Marítimos y de Var (llamado oficialmente: Tour Cycliste International du Var et des Alpes Maritimes) fue una carrera de ciclismo en ruta por etapas que se celebró entre el 19 y el 21 de febrero de 2021 en Francia con inicio en la ciudad de Biot y final en la ciudad de Blausasc, sobre una distancia total de 492,1 kilómetros.
La carrera formó parte del UCI Europe Tour 2021, calendario ciclístico de los Circuitos Continentales UCI dentro de la categoría 2.1 y fue ganada por el italiano Gianluca Brambilla del Trek-Segafredo. Completaron el podio, como segundo y tercer clasificado respectivamente, el canadiense Michael Woods del Israel Start-Up Nation y el neerlandés Bauke Mollema del mismo equipo que el vencedor.

## Equipos participantes
Tomaron parte en la carrera 22 equipos: 11 de categoría UCI WorldTeam invitados por la organización, 8 de categoría UCI ProTeam y 3 de categoría Continental. Formaron así un pelotón de 150 ciclistas de los que acabaron 117. Los equipos participantes fueron:
| WorldTeams (11)- AG2R Citroën Team - Groupama-FDJ - Cofidis - Ineos Grenadiers - Trek-Segafredo - EF Education-Nippo - Astana-Premier Tech - Qhubeka Assos - Team DSM - UAE Team Emirates - Israel Start-Up Nation ProTeams (8)- Arkéa-Samsic - Total Direct Énergie - Delko - B&B Hotels p/b KTM - Alpecin-Fenix - Bingoal-WB - Burgos-BH - Equipo Kern Pharma Equipos continentales (3)- Saint Michel-Auber 93 - Xelliss-Roubaix Lille Métropole - Swiss Racing |
| |

## Recorrido
El Tour de los Alpes Marítimos y de Var dispuso de tres etapas dividido en una etapa escarpada, y dos etapas de media montaña, para un recorrido total de 492,1 kilómetros.
| Etapa     | Fecha     | Recorrido           | type                   | Distancia (km) | Ganador            | Líder              |
| --------- | --------- | ------------------- | ---------------------- | -------------- | ------------------ | ------------------ |
| 1.ª etapa | 19 de feb | Biot – Gourdon      | etapa de media montaña | 186,8          | Bauke Mollema      | Bauke Mollema      |
| 2.ª etapa | 20 de feb | Fayence – Fayence   | etapa escarpada        | 168,9          | Michael Woods      | Michael Woods      |
| 3.ª etapa | 21 de feb | Blausasc – Blausasc | etapa de montaña       | 136            | Gianluca Brambilla | Gianluca Brambilla |

## Desarrollo de la carrera

### 1.ª etapa
| Biot - Gourdon | etapa de media montaña | (186,8 km) |

| \| Clasificación de la etapa \| Clasificación de la etapa \| Clasificación de la etapa \| Clasificación de la etapa \| Clasificación de la etapa \| \| Ciclista \| Ciclista \| Equipo \| Tiempo \| \| \| ------------------------- \| ------------------------- \| ------------------------- \| ------------------------- \| ------------------------- \| \| 1.º \| Bauke Mollema \| Trek-Segafredo \| 4 h 50 min 20 s \| \| \| 2.º \| Greg Van Avermaet \| AG2R Citroën Team \| + 1 s \| \| \| 3.º \| Valentin Madouas \| Groupama-FDJ \| + 1 s \| \| \| 4.º \| Michael Woods \| Israel Start-Up Nation \| + 1 s \| \| \| 5.º \| Giulio Ciccone \| Trek-Segafredo \| + 1 s \| \| \| 6.º \| Dorian Godon \| AG2R Citroën Team \| + 1 s \| \| \| 7.º \| Rudy Molard \| Groupama-FDJ \| + 1 s \| \| \| 8.º \| Jesús Herrada \| Cofidis \| + 1 s \| \| \| 9.º \| Thibaut Pinot \| Groupama-FDJ \| + 1 s \| \| \| 10.º \| David Gaudu \| Groupama-FDJ \| + 1 s \| \| |                   |                        |                 |
| |                   |                        |                 |
| Fuente: ProCyclingStats |                   |                        |                 |
| Clasificación de la etapa |                   |                        |                 |
| Ciclista | Ciclista          | Equipo                 | Tiempo          |
| 1.º | Bauke Mollema     | Trek-Segafredo         | 4 h 50 min 20 s |
| 2.º | Greg Van Avermaet | AG2R Citroën Team      | + 1 s           |
| 3.º | Valentin Madouas  | Groupama-FDJ           | + 1 s           |
| 4.º | Michael Woods     | Israel Start-Up Nation | + 1 s           |
| 5.º | Giulio Ciccone    | Trek-Segafredo         | + 1 s           |
| 6.º | Dorian Godon      | AG2R Citroën Team      | + 1 s           |
| 7.º | Rudy Molard       | Groupama-FDJ           | + 1 s           |
| 8.º | Jesús Herrada     | Cofidis                | + 1 s           |
| 9.º | Thibaut Pinot     | Groupama-FDJ           | + 1 s           |
| 10.º | David Gaudu       | Groupama-FDJ           | + 1 s           |

| \| Clasificación general \| Clasificación general \| Clasificación general \| Clasificación general \| Clasificación general \| \| Ciclista \| Ciclista \| Equipo \| Tiempo \| \| \| --------------------- \| --------------------- \| ---------------------- \| --------------------- \| --------------------- \| \| 1.º \| Bauke Mollema \| Trek-Segafredo \| 4 h 50 min 20 s \| \| \| 2.º \| Greg Van Avermaet \| AG2R Citroën Team \| + 1 s \| \| \| 3.º \| Valentin Madouas \| Groupama-FDJ \| + 1 s \| \| \| 4.º \| Michael Woods \| Israel Start-Up Nation \| + 1 s \| \| \| 5.º \| Giulio Ciccone \| Trek-Segafredo \| + 1 s \| \| \| 6.º \| Dorian Godon \| AG2R Citroën Team \| + 1 s \| \| \| 7.º \| Rudy Molard \| Groupama-FDJ \| + 1 s \| \| \| 8.º \| Jesús Herrada \| Cofidis \| + 1 s \| \| \| 9.º \| Thibaut Pinot \| Groupama-FDJ \| + 1 s \| \| \| 10.º \| David Gaudu \| Groupama-FDJ \| + 1 s \| \| |                   |                        |                 |
| |                   |                        |                 |
| Fuente: ProCyclingStats |                   |                        |                 |
| Clasificación general |                   |                        |                 |
| Ciclista | Ciclista          | Equipo                 | Tiempo          |
| 1.º | Bauke Mollema     | Trek-Segafredo         | 4 h 50 min 20 s |
| 2.º | Greg Van Avermaet | AG2R Citroën Team      | + 1 s           |
| 3.º | Valentin Madouas  | Groupama-FDJ           | + 1 s           |
| 4.º | Michael Woods     | Israel Start-Up Nation | + 1 s           |
| 5.º | Giulio Ciccone    | Trek-Segafredo         | + 1 s           |
| 6.º | Dorian Godon      | AG2R Citroën Team      | + 1 s           |
| 7.º | Rudy Molard       | Groupama-FDJ           | + 1 s           |
| 8.º | Jesús Herrada     | Cofidis                | + 1 s           |
| 9.º | Thibaut Pinot     | Groupama-FDJ           | + 1 s           |
| 10.º | David Gaudu       | Groupama-FDJ           | + 1 s           |

### 2.ª etapa
| Fayence - Fayence | etapa escarpada | (168,9 km) |

| \| Clasificación de la etapa \| Clasificación de la etapa \| Clasificación de la etapa \| Clasificación de la etapa \| Clasificación de la etapa \| \| Ciclista \| Ciclista \| Equipo \| Tiempo \| \| \| ------------------------- \| ------------------------- \| ------------------------- \| ------------------------- \| ------------------------- \| \| 1.º \| Michael Woods \| Israel Start-Up Nation \| 4 h 16 min 54 s \| \| \| 2.º \| Bauke Mollema \| Trek-Segafredo \| + 2 s \| \| \| 3.º \| Jhonatan Narváez \| Ineos Grenadiers \| + 4 s \| \| \| 4.º \| David Gaudu \| Groupama-FDJ \| + 7 s \| \| \| 5.º \| Alexis Vuillermoz \| Total Direct Énergie \| + 10 s \| \| \| 6.º \| Rudy Molard \| Groupama-FDJ \| + 10 s \| \| \| 7.º \| Ben O'Connor \| AG2R Citroën Team \| + 11 s \| \| \| 8.º \| Jesús Herrada \| Cofidis \| + 13 s \| \| \| 9.º \| Arjen Livyns \| Bingoal-WB \| + 13 s \| \| \| 10.º \| Pavel Sivakov \| Ineos Grenadiers \| + 13 s \| \| |                   |                        |                 |
| |                   |                        |                 |
| Fuente: ProCyclingStats |                   |                        |                 |
| Clasificación de la etapa |                   |                        |                 |
| Ciclista | Ciclista          | Equipo                 | Tiempo          |
| 1.º | Michael Woods     | Israel Start-Up Nation | 4 h 16 min 54 s |
| 2.º | Bauke Mollema     | Trek-Segafredo         | + 2 s           |
| 3.º | Jhonatan Narváez  | Ineos Grenadiers       | + 4 s           |
| 4.º | David Gaudu       | Groupama-FDJ           | + 7 s           |
| 5.º | Alexis Vuillermoz | Total Direct Énergie   | + 10 s          |
| 6.º | Rudy Molard       | Groupama-FDJ           | + 10 s          |
| 7.º | Ben O'Connor      | AG2R Citroën Team      | + 11 s          |
| 8.º | Jesús Herrada     | Cofidis                | + 13 s          |
| 9.º | Arjen Livyns      | Bingoal-WB             | + 13 s          |
| 10.º | Pavel Sivakov     | Ineos Grenadiers       | + 13 s          |

| \| Clasificación general \| Clasificación general \| Clasificación general \| Clasificación general \| Clasificación general \| \| Ciclista \| Ciclista \| Equipo \| Tiempo \| \| \| --------------------- \| --------------------- \| ---------------------- \| --------------------- \| --------------------- \| \| 1.º \| Michael Woods \| Israel Start-Up Nation \| 9 h 07 min 15 s \| \| \| 2.º \| Bauke Mollema \| Trek-Segafredo \| + 1 s \| \| \| 3.º \| David Gaudu \| Groupama-FDJ \| + 7 s \| \| \| 4.º \| Rudy Molard \| Groupama-FDJ \| + 10 s \| \| \| 5.º \| Ben O'Connor \| AG2R Citroën Team \| + 11 s \| \| \| 6.º \| Jesús Herrada \| Cofidis \| + 13 s \| \| \| 7.º \| Giulio Ciccone \| Trek-Segafredo \| + 13 s \| \| \| 8.º \| Valentin Madouas \| Groupama-FDJ \| + 13 s \| \| \| 9.º \| Arjen Livyns \| Bingoal-WB \| + 13 s \| \| \| 10.º \| Nairo Quintana \| Arkéa-Samsic \| + 13 s \| \| |                  |                        |                 |
| |                  |                        |                 |
| Fuente: ProCyclingStats |                  |                        |                 |
| Clasificación general |                  |                        |                 |
| Ciclista | Ciclista         | Equipo                 | Tiempo          |
| 1.º | Michael Woods    | Israel Start-Up Nation | 9 h 07 min 15 s |
| 2.º | Bauke Mollema    | Trek-Segafredo         | + 1 s           |
| 3.º | David Gaudu      | Groupama-FDJ           | + 7 s           |
| 4.º | Rudy Molard      | Groupama-FDJ           | + 10 s          |
| 5.º | Ben O'Connor     | AG2R Citroën Team      | + 11 s          |
| 6.º | Jesús Herrada    | Cofidis                | + 13 s          |
| 7.º | Giulio Ciccone   | Trek-Segafredo         | + 13 s          |
| 8.º | Valentin Madouas | Groupama-FDJ           | + 13 s          |
| 9.º | Arjen Livyns     | Bingoal-WB             | + 13 s          |
| 10.º | Nairo Quintana   | Arkéa-Samsic           | + 13 s          |

### 3.ª etapa
| Blausasc - Blausasc | etapa de montaña | (136 km) |

| \| Clasificación de la etapa \| Clasificación de la etapa \| Clasificación de la etapa \| Clasificación de la etapa \| Clasificación de la etapa \| \| Ciclista \| Ciclista \| Equipo \| Tiempo \| \| \| ------------------------- \| ------------------------- \| ------------------------- \| ------------------------- \| ------------------------- \| \| 1.º \| Gianluca Brambilla \| Trek-Segafredo \| 3 h 43 min 32 s \| \| \| 2.º \| Tao Geoghegan Hart \| Ineos Grenadiers \| + 13 s \| \| \| 3.º \| Ben O'Connor \| AG2R Citroën Team \| + 13 s \| \| \| 4.º \| Rudy Molard \| Groupama-FDJ \| + 13 s \| \| \| 5.º \| Valentin Madouas \| Groupama-FDJ \| + 18 s \| \| \| 6.º \| Jakob Fuglsang \| Astana-Premier Tech \| + 18 s \| \| \| 7.º \| David Gaudu \| Groupama-FDJ \| + 18 s \| \| \| 8.º \| Bauke Mollema \| Trek-Segafredo \| + 18 s \| \| \| 9.º \| Nairo Quintana \| Arkéa-Samsic \| + 18 s \| \| \| 10.º \| Michael Woods \| Israel Start-Up Nation \| + 18 s \| \| |                    |                        |                 |
| |                    |                        |                 |
| Fuente: ProCyclingStats |                    |                        |                 |
| Clasificación de la etapa |                    |                        |                 |
| Ciclista | Ciclista           | Equipo                 | Tiempo          |
| 1.º | Gianluca Brambilla | Trek-Segafredo         | 3 h 43 min 32 s |
| 2.º | Tao Geoghegan Hart | Ineos Grenadiers       | + 13 s          |
| 3.º | Ben O'Connor       | AG2R Citroën Team      | + 13 s          |
| 4.º | Rudy Molard        | Groupama-FDJ           | + 13 s          |
| 5.º | Valentin Madouas   | Groupama-FDJ           | + 18 s          |
| 6.º | Jakob Fuglsang     | Astana-Premier Tech    | + 18 s          |
| 7.º | David Gaudu        | Groupama-FDJ           | + 18 s          |
| 8.º | Bauke Mollema      | Trek-Segafredo         | + 18 s          |
| 9.º | Nairo Quintana     | Arkéa-Samsic           | + 18 s          |
| 10.º | Michael Woods      | Israel Start-Up Nation | + 18 s          |

## Clasificaciones finales
- Las clasificaciones finalizaron de la siguiente forma:[4]

### Clasificación general
| \| Clasificación general \| Clasificación general \| Clasificación general \| Clasificación general \| Clasificación general \| \| Ciclista \| Ciclista \| Equipo \| Tiempo \| \| \| --------------------- \| --------------------- \| ---------------------- \| --------------------- \| --------------------- \| \| 1.º \| Gianluca Brambilla \| Trek-Segafredo \| 12 h 51 min 00 s \| \| \| 2.º \| Michael Woods \| Israel Start-Up Nation \| + 5 s \| \| \| 3.º \| Bauke Mollema \| Trek-Segafredo \| + 6 s \| \| \| 4.º \| Rudy Molard \| Groupama-FDJ \| + 10 s \| \| \| 5.º \| Ben O'Connor \| AG2R Citroën Team \| + 11 s \| \| \| 6.º \| David Gaudu \| Groupama-FDJ \| + 12 s \| \| \| 7.º \| Valentin Madouas \| Groupama-FDJ \| + 13 s \| \| \| 8.º \| Jakob Fuglsang \| Astana-Premier Tech \| + 18 s \| \| \| 9.º \| Nairo Quintana \| Arkéa-Samsic \| + 18 s \| \| \| 10.º \| Tao Geoghegan Hart \| Ineos Grenadiers \| + 26 s \| \| |                    |                        |                  |
| |                    |                        |                  |
| Fuente: ProCyclingStats |                    |                        |                  |
| Clasificación general |                    |                        |                  |
| Ciclista | Ciclista           | Equipo                 | Tiempo           |
| 1.º | Gianluca Brambilla | Trek-Segafredo         | 12 h 51 min 00 s |
| 2.º | Michael Woods      | Israel Start-Up Nation | + 5 s            |
| 3.º | Bauke Mollema      | Trek-Segafredo         | + 6 s            |
| 4.º | Rudy Molard        | Groupama-FDJ           | + 10 s           |
| 5.º | Ben O'Connor       | AG2R Citroën Team      | + 11 s           |
| 6.º | David Gaudu        | Groupama-FDJ           | + 12 s           |
| 7.º | Valentin Madouas   | Groupama-FDJ           | + 13 s           |
| 8.º | Jakob Fuglsang     | Astana-Premier Tech    | + 18 s           |
| 9.º | Nairo Quintana     | Arkéa-Samsic           | + 18 s           |
| 10.º | Tao Geoghegan Hart | Ineos Grenadiers       | + 26 s           |

### Clasificación de la montaña
| Clasificación de la montaña | Clasificación de la montaña | Clasificación de la montaña | Clasificación de la montaña | Clasificación de la montaña |
| Ciclista                    | Ciclista                    | Equipo                      | Puntos                      |                             |
| --------------------------- | --------------------------- | --------------------------- | --------------------------- | --------------------------- |
| 1.º                         | Martijn Tusveld             | Team DSM                    | 25 pts                      |                             |
| 2.º                         | Valentin Madouas            | Groupama-FDJ                | 22 pts                      |                             |
| 3.º                         | Rudy Molard                 | Groupama-FDJ                | 20 pts                      |                             |
| 4.º                         | Biniam Girmay               | Delko                       | 16 pts                      |                             |
| 5.º                         | Gianluca Brambilla          | Trek-Segafredo              | 15 pts                      |                             |

### Clasificación de los puntos
| Clasificación por puntos | Clasificación por puntos | Clasificación por puntos | Clasificación por puntos | Clasificación por puntos |
| Ciclista                 | Ciclista                 | Equipo                   | Puntos                   |                          |
| ------------------------ | ------------------------ | ------------------------ | ------------------------ | ------------------------ |
| 1.º                      | Bauke Mollema            | Trek-Segafredo           | 53 pts                   |                          |
| 2.º                      | Michael Woods            | Israel Start-Up Nation   | 45 pts                   |                          |
| 3.º                      | Rudy Molard              | Groupama-FDJ             | 33 pts                   |                          |
| 4.º                      | David Gaudu              | Groupama-FDJ             | 29 pts                   |                          |
| 5.º                      | Valentin Madouas         | Groupama-FDJ             | 28 pts                   |                          |

### Clasificación de los jóvenes
| Clasificación del mejor joven | Clasificación del mejor joven | Clasificación del mejor joven | Clasificación del mejor joven | Clasificación del mejor joven |
| Ciclista                      | Ciclista                      | Equipo                        | Tiempo                        |                               |
| ----------------------------- | ----------------------------- | ----------------------------- | ----------------------------- | ----------------------------- |
| 1.º                           | David Gaudu                   | Groupama-FDJ                  | 12 h 51 min 12 s              |                               |
| 2.º                           | Valentin Madouas              | Groupama-FDJ                  | + 1 s                         |                               |
| 3.º                           | Clément Champoussin           | AG2R Citroën Team             | + 1 min 26 s                  |                               |
| 4.º                           | Michael Storer                | Team DSM                      | + 3 min 30 s                  |                               |
| 5.º                           | Pavel Sivakov                 | Ineos Grenadiers              | + 3 min 41 s                  |                               |

### Clasificación por equipos
| Clasificación por equipos | Clasificación por equipos | Clasificación por equipos | Clasificación por equipos |
| Equipo                    | Equipo                    | Tiempo                    |                           |
| ------------------------- | ------------------------- | ------------------------- | ------------------------- |
| 1.º                       | Groupama-FDJ              | 38 h 33 min 35 s          |                           |
| 2.º                       | Astana-Premier Tech       | + 5 min 34 s              |                           |
| 3.º                       | Ineos Grenadiers          | + 7 min 28 s              |                           |
| 4.º                       | Trek-Segafredo            | + 7 min 50 s              |                           |
| 5.º                       | AG2R Citroën Team         | + 11 min 48 s             |                           |

## Evolución de las clasificaciones
| Etapa                   | Vencedor                | Clasificación general | Clasificación de la montaña | Clasificación de los puntos | Clasificación de los jóvenes | Clasificación por equipos |
| ----------------------- | ----------------------- | --------------------- | --------------------------- | --------------------------- | ---------------------------- | ------------------------- |
| 1.ª                     | Bauke Mollema           | Bauke Mollema         | Krists Neilands             | Bauke Mollema               | Valentin Madouas             | Trek-Segafredo            |
| 2.ª                     | Michael Woods           | Michael Woods         | Biniam Girmay               | Bauke Mollema               | David Gaudu                  | Trek-Segafredo            |
| 3.ª                     | Gianluca Brambilla      | Gianluca Brambilla    | Martijn Tusveld             | Bauke Mollema               | David Gaudu                  | Groupama-FDJ              |
| Clasificaciones finales | Clasificaciones finales | Gianluca Brambilla    | Martijn Tusveld             | Bauke Mollema               | David Gaudu                  | Groupama-FDJ              |

## Ciclistas participantes y posiciones finales
Convenciones:
- AB-N: Abandono en la etapa "N"
- FLT-N: Retiro por arribo fuera del límite de tiempo en la etapa "N"
- NTS-N: No tomó la salida para la etapa "N"
- DES-N: Descalificado o expulsado en la etapa "N"

## UCI World Ranking
El Tour de los Alpes Marítimos y de Var otorgó puntos para el UCI World Ranking para corredores de los equipos en las categorías UCI WorldTeam, UCI ProTeam y Continental. Las siguientes tablas muestran el baremo de puntuación y los 10 corredores que obtuvieron más puntos:
| Posición              | 1.º | 2.º | 3.º | 4.º | 5.º | 6.º | 7.º | 8.º | 9.º | 10.º | 11.º | 12.º | 13.º-15.º | 16.º-25.º |
| Clasificación general | 125 | 85  | 70  | 60  | 50  | 40  | 35  | 30  | 25  | 20   | 15   | 10   | 5         | 3         |
| Por etapa             | 14  | 5   | 3   |     |     |     |     |     |     |      |      |      |           |           |
| Líder                 | 3   |     |     |     |     |     |     |     |     |      |      |      |           |           |

| Clasificación |                    |                        |         |       |       |       |
| Posición      | Ciclista           | Equipo                 | General | Etapa | Líder | Total |
| ------------- | ------------------ | ---------------------- | ------- | ----- | ----- | ----- |
| 1.º           | Gianluca Brambilla | Trek-Segafredo         | 125     | 14    | -     | 139   |
| 2.º           | Michael Woods      | Israel Start-Up Nation | 85      | 14    | 3     | 102   |
| 3.º           | Bauke Mollema      | Trek-Segafredo         | 70      | 19    | 3     | 92    |
| 4.º           | Rudy Molard        | Groupama-FDJ           | 60      | -     | -     | 60    |
| 5.º           | Ben O'Connor       | AG2R Citroën           | 50      | 3     | -     | 53    |
| 6.º           | David Gaudu        | Groupama-FDJ           | 40      | -     | -     | 40    |
| 7.º           | Valentin Madouas   | Groupama-FDJ           | 35      | 3     | -     | 38    |
| 8.º           | Jakob Fuglsang     | Astana-Premier Tech    | 30      | -     | -     | 30    |
| 9.º           | Nairo Quintana     | Arkéa Samsic           | 25      | -     | -     | 25    |
| 10.º          | Tao Geoghegan Hart | INEOS Grenadiers       | 20      | 5     | -     | 25    |